# Menuten
Menuten är en bergstopp i Antarktis. Den ligger i Östantarktis. Australien gör anspråk på området. Toppen på Menuten är 1 113 meter över havet.
Terrängen runt Menuten är lite kuperad. Trakten är obefolkad. Det finns inga samhällen i närheten.